# Régiments de cavalerie français d'Ancien Régime (H)
Cet article présente la liste des régiments de cavalerie français d'Ancien Régime, commençant par la lettre H.

## Régiment des chasseurs du Hainaut
- Régiment des chasseurs du Hainaut

## Régiment de Halluyn cavalerie
- Régiment de Halluyn cavalerie  

C'est l'ancien régiment de Nassau cavalerie, qui est renommé « régiment de Halluyn cavalerie » le 17 octobre 1641, après avoir été donné à Charles de Schomberg, duc d'Halluyn. Engagé dans la guerre de Trente Ans, le régiment est envoyé en Catalogne en 1642, et il est licencié en octobre 1648.

## Régiment d'Harcourt cavalerie (1641-1660)
- Régiment d'Harcourt cavalerie (1641-1660)

Le régiment est levé, le 24 février 1641, par Henri de Lorraine, comte d'Harcourt dans le cadre de la guerre de Trente Ans. Envoyé en Italie, il participe aux sièges d'Ivrée, de Chivasso, de Ceva, en 1641, puis il passe en Roussillon où il concourt aux prises de Collioure, de Perpignan, et de Salces 1642. Il rejoint la Picardie, prend part à la bataille de Rocroi, aux prises de Thionville et de Sierk en 1643. Il se trouve en Lorraine en 1644, en Flandre en 1645 où il est aux prises de Cassel et de Mardyck. Passé en Catalogne, il concourt aux prises d'Agramont, à la bataille de Llorens, en 1645 puis au siège de Lérida, et rejoint la Flandre où il participe aux prises de Courtrai, de Bergues en 1646, à la prise de Dixmude en 1647, à la bataille de Lens, aux prises d'Ypres et de Furnes en 1648, au blocus de Paris, au siège de Brie-Comte-Robert, aux prises de Cambrai et de Condé en 1649, aux prises de Guise, de Mouzon, et à la bataille de Rethel en 1650. Il se trouve en Guyenne en 1651, en Berry en 1652, où il participe au siège de Montrond, à la bataille du faubourg Saint-Antoine. Passé en Roussillon en 1653, il est battu en 1654 par la garnison de Puigcerdà, il se trouve en  Catalogne en 1655 et retourné en Picardie, il assiste au siège de Valenciennes en 1656, à la bataille des Dunes, et aux sièges de Dunkerque, de Menin et d'Ypres en 1658. Le régiment est licencié en Flandre le 20 juillet 1660.

## Régiment d'Harcourt cavalerie (1648-1648)
- Régiment d'Harcourt cavalerie (1648-1648)

Le régiment est levé, le 9 juillet 1648, par le chevalier d'Harcourt dans le cadre de la guerre franco-espagnole. Envoyé en Flandre, il participe au siège de Furnes et est licencié après la campagne.

## Régiment d'Harcourt dragons
- Régiment d'Harcourt dragons

## Régiment d'Haudicourt-étranger cavalerie
- Régiment d'Haudicourt-étranger cavalerie

Ce régiment étranger est levé, le 8 juillet 1635, par N. de Haucourt dans le cadre de la guerre de Trente Ans. Envoyé sur le Rhin, il participe à la bataille de Vaudrevange en 1635, puis passe sur la Meuse en 1636, participe au secours de Corbie, rejoint la Lorraine en 1637, la Flandre en 1638, assiste au siège de Saint-Omer en 1638, et au siège d'Hesdin en 1639. Il est incorporé le 28 novembre 1641 dans le régiment de Gassion cavalerie.

## Régiment d'Haussonville cavalerie
- Régiment d'Haussonville cavalerie 

Ce régiment allemand est levé le 8 août 1641 par le comte d'Haussonville, pour combattre dans la guerre de Trente Ans. Il se trouve en Allemagne en 1641, en Lorraine en 1642, en Allemagne en 1643 et il participe à la bataille de Nordlingen en 1645, où il semble avoir été détruit

## Régiment d'Heudicourt cavalerie (1641-1648)
- Régiment d'Heudicourt cavalerie (1641-1648)

Ce régiment de cavalerie est levé le 25 novembre 1641 par Michel Sublet d'Heudicourt dans le cadre de la guerre franco-espagnole. Envoyé en Roussillon, il participe aux prises de Collioure, et de Perpignan en 1642. Il passe en Picardie et se trouve à la bataille de Rocroi en 1643 puis il est mis en garnison à Landrecies de 1644 à 1648 où il participe à la défense de cette ville. Il est réformé après la prise de la place.

## Régiment d'Heudicourt cavalerie (1674-1682)
- Régiment d'Heudicourt cavalerie (1674-1682)

Ce régiment de cavalerie est levé le 1er mars 1674 par N. marquis d'Heudicourt dans le cadre de la guerre de Hollande. Réformé à la paix de Nimègue, sauf une compagnie qui est incorporée dans le régiment de Vivans cavalerie, il est remis sur pied en 1682 sous le nom de régiment de Praslin cavalerie, du nom de son mestre de camp Jean-Baptiste Gaston de Choiseul-Praslin.

## Régiment d'Heudicourt cavalerie
- Régiment d'Heudicourt cavalerie

C'est l'ancien régiment de Lénoncourt cavalerie (1706-1735), qui est renommé « régiment d'Heudicourt cavalerie » après avoir été donné en 1735, au comte d'Heudicourt, sous les ordres duquel il fait la guerre de Succession d'Autriche. En 1748, le régiment reprend le nom de régiment de Lénoncourt cavalerie (1748-1758) après avoir été donné au marquis de Lénoncourt, fils du comte de Lénoncourt.

## Régiment d'Hocquincourt cavalerie (1650-1659)
- Régiment d'Hocquincourt cavalerie (1650-1659)

Le régiment est levé le 30 mai 1650, par Charles de Monchy, marquis d'Hocquincourt. Dans le cadre de la guerre franco-espagnole, il sert en Champagne et il participe à la bataille de Rethel en 1650, puis il passe en Flandre en 1651. En 1652, il se trouve aux batailles de Bléneau, d'Étampes et du faubourg Saint-Antoine. Le 26 mai 1653, le régiment est donné, au frère du précédent et il sert en Picardie, puis Catalogne. Il se trouve en Italie en 1656, en Champagne en 1658, et est licencié en 1659.

## Régiment d'Hocquincourt cavalerie (1652-1653)
- Régiment d'Hocquincourt cavalerie (1652-1653)

Le régiment est levé le 2 juillet 1652, par Georges de Monchy, marquis d'Hocquincourt. Il combat en Picardie et est licencié à la fin de 1653.

## Régiment d'Hollach cavalerie
- Régiment d'Hollach cavalerie 

C'est l'ancien régiment d'Erlach cavalerie, qui est renommé « régiment d'Hollach cavalerie » après avoir été donné le 10 février 1650, à Jules, comte d'Hollach. Il suit le prince de Condé pendant La Fronde et est cassé. Rétabli, le 30 octobre 1650, il se trouve en Lorraine en 1651. Il retourne au parti du prince de Condé en 1653 et rentre au service du roi, le 7 novembre 1659. Il est licencié, le 20 juillet 1660.

## Régiment de Humes cavalerie
- Régiment de Humes cavalerie  

Ce régiment weimarien est admis à la solde de la France le 26 octobre 1635, sous le commandement du colonel Humes. Dans le cadre de la guerre de Trente Ans il est envoyé en Lorraine puis il passe en Flandre en 1638. Il participe au siège de Saint-Omer, et au combat de Polincove en 1638 et au siège et combat d'Arras en 1640. Il prend le nom de régiment de Chambres cavalerie après avoir été donné le 2 août 1641 à Monsieur de Chambres, frère de l'aumônier du cardinal de Richelieu.

## Régiment d'Humières cavalerie
- Régiment d'Humières cavalerie

Le régiment est levé le 24 septembre 1651. Il est devenu le régiment des chasseurs d'Alsace